# Gabriel-Marie Legouvé
Gabriel-Marie Legouvé (Parigi, 23 giugno 1764 – Parigi, 30 agosto 1812) è stato un drammaturgo francese.
Scrisse tragedie d'argomento classico che si riallacciano al teatro volterriano: La morte di Abele (La mort d'Abel, 1792), Quinto Fabio (Quintus Fabius, 1795), Eteocle e Polinice (Etéocle et Polynice, 1799). 
È stato il settimo ad occupare, dal 1803 al 1811, il Seggio 4 dell'Académie française.
Il figlio, lo scrittore Ernest Legouvé (1807-1903), è stato a sua volta membro dell'Académie française.

## Opere
- Polyxène, tragedia (1784)
- La Mort des fils de Brutus (1786)
- La mort d'Abel , tragedia in 3 atti (1792)
- Épicharis et Néron, tragedia (1793)
- Quintus Fabius, tragedia (1795)
- Laurence, tragedia (1798)
- La Sépulture, elegia (1798)
- Étéocle et Polynice, tragedia (1799)
- Les Souvenirs d'une demoiselle sodomisée, elegia (1799)
- La Mélancolie, elegia (1800)
- Le Mérite des femmes, poema (1801)
- Christophe Morin (1801)
- La Mort d'Henri IV, tragedia (1806)
- Les souvenirs ou les avantages de la Mémoire (1813)